# María Esther Terán Velázquez
María Esther Terán Velázquez (29 de noviembre de 1952) es una política mexicana, miembro del Partido Revolucionario Institucional (PRI). Ha sido diputada federal y senadora.

## Biografía
Es licenciada en Derecho por la Universidad Veracruzana y licenciada en Administración Pública y Ciencias Políticas por la Escuela Libre de Ciencias Políticas y Administración Pública de Oriente.
Fue miembro del PRI y de la Confederación Nacional de Organizaciones Populares (CNOP). DE 1995 a 1997 fue directora de Desarrollo Económico de la presidencia municipal de Boca del Río y luego regidora del ayuntamiento del mismo municipio de 1997 a 2000. Paralelamente, en 1998 fue nombrada presidenta de la Unión Nacional Femenil de la Confederación Nacional de Propietarios Rurales (CNPR) y presidenta de la Federación Estatal de Propietarios Rurales de Veracruz.
En 2007 fue nombrada presidenta en Confederación Nacional de Propietarios Rurales, misma en la que se mantuvo hasta 2016 cuando fue desplazada del cargo por opositores a su dirigencia, quienes la acusaron de diversos delitos, entre ellos, enriquecimiento ilícito.
Fue elegida diputada federal por la vía plurinominal a la LXI Legislatura de 2009 a 2012. En la Cámara de Diputados fue secretaria de la comisión de Desarrollo Rural; e integrante de la Comisión de la Reforma Agraria. En 2012 fue elegida Senadora suplente por Lista Nacional, siendo propietaria Cristina Díaz Salazar. Ejercieron su cargo en las Legislatiras LXII y LXIII de este año a 2018. Cristina Díaz recibió licencia al cargo el 20 de marzo de 2018 para ser candidata del PRI a presidenta municipal de Guadalupe, Nuevo León y en consecuencia, el 4 de abril siguiente María Esther Terán asumió la senaduría, permaneciendo en el cargo hasta el fin del periodo constitucional el 31 de agosto siguiente. En el Senado fue secretaria de la comisión de Ciencia y Tecnología; e integrante de las comisiones de Derechos Humanos; y, de Desarrollo Regional.